# Haukisaari (ö i Suomussalmi, Kiantajärvi)
Haukisaari är en ö i Finland. Den ligger i sjön Kiantajärvi och i kommunen Suomussalmi i den ekonomiska regionen  Kehys-Kainuu  och landskapet Kajanaland, i den nordöstra delen av landet, 600 km norr om huvudstaden Helsingfors. Öns area är 2,7 hektar och dess största längd är 240 meter i öst-västlig riktning.  Ön ligger i sjön Kiantajärvi.